# Chapelle-Guillaume
Chapelle-Guillaume è un comune francese di 210 abitanti situato nel dipartimento dell'Eure-et-Loir nella regione del Centro-Valle della Loira.
Il territorio comunale ospita le sorgenti dello Yerre.

## Società

### Evoluzione demografica
Abitanti censiti